# Potin d'Amour
Potin d'Amour est un cheval trotteur français, né le 18 mai 1981. Après avoir remporté une série de courses de Groupe II à l'attelé et au monté, il remporta en 1986 et 1987 plusieurs Groupes I.

## Carrière de course
Entrainé et drivé par Jan Kruithof, Potin d'Amour a dès le début de l'année de ses 3 ans, en janvier 1984, de bons résultats à Vincennes, enchainant les deuxièmes et premières places au trot attelé, terminant deuxième de Pontcaral dans les Prix Capucine et Kalmia au printemps. Après deux victoires dans les Prix Paul Karle et Victor Régis, il est à nouveau le dauphin de Pontcaral dans le Championnat européen des 3 ans à l'automne. Il achève l'année 1984 par une victoire dans le Prix Abel Bassigny, mais est éliminé pour ses allures (temps de galop trop long) dans le Critérium des 3 ans.
En 1985, il s'adjuge plusieurs semi-classiques dont le Prix Lavater, sa première course au trot monté sur l'hippodrome de Vincennes, monté par Yves Dreux, et est à nouveau deuxième, cette fois de Passionnant, dans le Critérium des 4 ans, en mai. L'année suivante, à 5 ans, il confirme ses aptitudes au trot monté, s'imposant dans les classiques Prix de Normandie et Prix des Élites, tout en continuant de cumuler des victoires en semi-classiques à l'attelé.
En janvier 1987, Potin d'Amour participe à son premier Prix de Cornulier, épreuve reine du trot monté. À une centaine de mètres de l'arrivée, son jockey Yves Dreux est confiant, Ogino est certes détaché devant, mais il est assuré d'une deuxième place, le peloton étant trop loin derrière. Soudain, le cheval, voulant enjamber la tache blanche d'une motte de neige sur la cendrée, se perd dans ses allures et est éliminé. En février, il remporte à une semaine d'intervalle les deux classiques intergénérations de l'hiver : le Prix des Centaures au monté et le Prix de Sélection à l'attelé. L'été suivant, en remportant le Prix de Washington, il égale le record de France. Il est alors sélectionné pour participer à l'International Trot, officieux championnat du monde. La course a lieu le 22 août avec neuf partants et Potin d'Amour tire la position 9, soit, avec huit places derrière l'autostart, la seule place en deuxième ligne, ce qui, sur une piste de seulement 800 mètres rendant les dépassements fastidieux, est un handicap compliqué. Il n'échoue cependant qu'à une demi-longueur du vainqueur Callit, arrachant la deuxième place.
Il effectue son meeting d'hiver 1987-1988 avec une respectable régularité dans les classiques : quatrième du Prix de Cornulier, du Prix d'Amérique et du Prix de Paris et cinquième du Prix de France et clôt la saison par une deuxième place dans le Grand Critérium de vitesse de la Côte d'Azur battu de peu par Ourasi. L'année suivante, après un échec dans le Prix de Cornulier, il s'aligne au départ du Prix d'Amérique dans lequel il termine à la deuxième place derrière Queila Gédé et devant le triple vainqueur de l'épreuve, Ourasi. Deux semaines plus tard, il est deuxième de son contemporain Poroto dans le Prix de France. Il se blesse dans son box au cours de cette année 1989 et est immobilisé trois mois. Rétabli pour le meeting d'hiver suivant, il rentre boiteux à la suite de son nouvel échec dans le Cornulier, mais, rétabli, participe au Prix d'Amérique la semaine suivante dans lequel il surprend en franchissant l'arrivée à la deuxième place, battu seulement par Ourasi. Mais Potin d'Amour est disqualifié, l'enquête après l'arrivée révélant des allures irrégulières avant l'arrivée après que le cheval a pris peur de la cravache agitée devant lui par Michel-Marcel Gougeon drivant le vainqueur. Michel-Marcel Gougeon est d'ailleurs suspendu deux semaines pour ce geste et la marquise de Moratalla, propriétaire de Potin d'Amour, entame un long procès. Potin d'Amour achève alors sa carrière par une quatrième place dans le Prix de France, puis une cinquième dans le Prix de Paris le 25 février 1990.

## Palmarès

### Classiques (GroupesI)
France
- Prix de Normandie 1986
- Prix des Élites 1986
- Prix de Sélection 1987
- Prix des Centaures 1987
- 2e Championnat européen des 3 ans 1984
- 2e Critérium des 4 ans 1985
- 2e Grand Critérium de vitesse de la Côte d'Azur 1988
- 2e Prix René Ballière 1988
- 2e Prix d'Amérique 1989
- 2e Prix de France 1989
- 3e Prix René Ballière 1987

 Italie
- 2e Grand Prix de la Loterie 1988

 États-Unis
- 2e International Trot 1987

### Semi-classiques (GroupesII)
- Prix Paul-Karle 1984
- Prix Abel-Bassigny 1984
- Prix Lavater 1985
- Prix Philippe-du-Rozier 1985
- Prix Victor-Régis 1985
- Prix Phaéton 1985
- Prix Gaston-Brunet 1985
- Prix Ariste-Hémard 1985
- Prix Paul-Leguerney 1985
- Prix Joseph-Lafosse 1986
- Prix Edmond-Henry 1986
- Prix Jean-Gauvreau 1986
- Prix Camille-Blaisot 1986
- Prix Xavier-de-Saint-Palais 1986
- Prix Henri-Levesque 1986
- Prix Paul-Bastard 1986
- Prix Jules-Lemonnier 1987
- Prix de Washington 1987
- Prix d'Europe 1987
- Prix Kerjacques 1988
- Grand Prix du Sud-Ouest 1988, 1989

## Origines
| Origines de Potin d'Amour. | Origines de Potin d'Amour. | Origines de Potin d'Amour. | Origines de Potin d'Amour. |
| -------------------------- | -------------------------- | -------------------------- | -------------------------- |
| Père Chambon P             | Kerjacques                 | Quinio                     | Hernani III                |
| Père Chambon P             | Kerjacques                 | Quinio                     | Germaine                   |
| Père Chambon P             | Kerjacques                 | Arlette III                | Loudéac                    |
| Père Chambon P             | Kerjacques                 | Arlette III                | Maggy II                   |
| Père Chambon P             | Plombière P                | Index                      | Quiroga II                 |
| Père Chambon P             | Plombière P                | Index                      | Udine V                    |
| Père Chambon P             | Plombière P                | Hirondelle de Joinville    | Ulm                        |
| Père Chambon P             | Plombière P                | Hirondelle de Joinville    | Claudie                    |
| Mère Java d'Amour          | Rex Grandchamp             | Luth Grandchamp            | Ogaden                     |
| Mère Java d'Amour          | Rex Grandchamp             | Luth Grandchamp            | Vestale de Grandchamp      |
| Mère Java d'Amour          | Rex Grandchamp             | Maia Grandchamp            | Fortunato II               |
| Mère Java d'Amour          | Rex Grandchamp             | Maia Grandchamp            | Étoile de Grandchamp       |
| Mère Java d'Amour          | Nuit d'Amour III           | Vandal G                   | Kankan II                  |
| Mère Java d'Amour          | Nuit d'Amour III           | Vandal G                   | Mimi Pinson III            |
| Mère Java d'Amour          | Nuit d'Amour III           | Hélène de la Futaie        | Ol Annexe                  |
| Mère Java d'Amour          | Nuit d'Amour III           | Hélène de la Futaie        | Sybel Wilkes               |